# 6-е Алкино
6-е Алкино (баш. 6-сы Алкин) — деревня в Благоварском районе Республики Башкортостан Российской Федерации. Входит в состав Дмитриевского сельсовета.

## География

### Географическое положение
Расстояние до:
- районного центра (Языково): 61 км
- центра сельсовета (Дмитриевка): 6 км
- ближайшей ж/д станции (Буздяк): 22 км

## Население
| 2002 | 2009 | 2010 |
| ---- | ---- | ---- |
| 150  | ↗177 | ↘148 |

Согласно переписи 2002 года, преобладающие национальности — русские (26 %), татары (35 %).